# Slapovi Rusumo
Slapovi Rusumo (francosko Chutes Rusumo) je slap na reki Kagera na meji med Ruando in Tanzanijo, del najbolj oddaljenega povirja reke Nil. Slapovi so visoki približno 15 m in široki 40 m in so nastali na predkambrijskih skrilavcih in kremenčevih filitih.
Čeprav sami slapovi niso velike višine v primerjavi z drugimi slapovi, so igrali pomembno vlogo v zgodovini Ruande, saj tvorijo edino premostitveno točko na reki na tem območju.
Leta 2014 so pri slapovih Rusumo odprli nov most in mejni objekt. Starejši in manjši most stoji bližje slapu.

## V zgodovini
Slapovi so bili prizorišče prvega prihoda Evropejcev v Ruando leta 1894, ko je iz Tanzanije prišel nemški grof Gustav Adolf von Götzen (Ruanda je od leta 1885 veljala za del Nemške Vzhodne Afrike, vendar v državo še ni vstopil noben Nemec). Od tam je nadaljeval do palače Mwami v Nyanzi in naprej do obale jezera Kivu.
Belgijci so prav tako vstopili v Ruando prek slapov, ko so prevzeli državo med prvo svetovno vojno leta 1916. Most pri Rusumu je bil takrat edini izvedljiv prehod čez reko, Nemci pa so se utrdili na ruandski strani. Ko so zavzeli položaje v okoliških hribih, so Belgijci lahko odstranili te straže z nameščenim topništvom in odprli pot, po kateri so vdrli v preostalo državo.
Slapovi so postali mednarodno znani med ruandskim genocidom leta 1994, ko je na tisoče trupel plavalo pod mostom Rusumo, hkrati pa je tok beguncev, ki so bežali v Tanzanijo, da bi se izognili pokolu, bežal čez most. To je bil eden izmed prvih množičnih odlivov begunske krize Velikih jezer. Kagera odvaja vodo iz vseh območij Ruande, razen skrajnega zahoda, in je posledično prenašala vsa trupla, ki so bila odvržena v reke po vsej državi. To je privedlo do razglasitve izrednih razmer na območjih okoli obale Viktorijinega jezera v Ugandi, kamor je ta trupla kasneje naplavilo.
Leta 2024 je skupina Afriške razvojne banke odobrila financiranje regionalnega projekta hidroelektrarn Rusumo Falls, ki bo povečal zmogljivosti za proizvodnjo obnovljive energije in dostop do električne energije v Tanzaniji, Ruandi in Burundiju. Projekt ima dve komponenti: hidroelektrarno z močjo 80 MW ter daljnovode in transformatorske postaje. Banka financira prenosne naprave projekta hidroelektrarne Slapovi Rusumo.

## V popularni kulturi
Slapovi Rusumo so bili motiv ruandske priložnostne znamke, izdane 24. oktobra 1966.